# Calymnidae
Famille
Les Calymnidae sont une famille d'oursins irréguliers de l'ordre des Holasteroida.

## Description et caractéristiques
Ce sont des oursins très irréguliers, dont la forme a évolué de la sphère vers une forme allongée, rappelant celle d'un ballon de baudruche. Ces oursins sont structurés selon une symétrie bilatérale secondaire, avec la bouche à l'« avant » et l'anus à l'« arrière ». Les piquants (« radioles ») sont courts, fins et clairsemés.
Leur test est fin et fragile.

Les plaques ambulacraires sont hautes et polygonales sur la face aborale, de taille similaire aux plaques interambulacraires.

Le plastron est orthosterne.

Le péristome est petit et circulaire, associé à un sillon peu profond.

Ces oursins portent des fascioles marginales.

Le périprocte est marginal à inframarginal.
Cette famille est apparue au Crétacé (Campanien).

## Liste des genres
Selon World Register of Marine Species (6 juin 2014) :
- genre Calymne Thomson, 1877
- genre Chelonechinus Bather, 1934 †
- genre Pseudoffaster Lambert, in Lambert & Thiéry, 1924 †
- genre Sternopatagus de Meijere, 1903

## Publication originale
- Th. Mortensen, Echinoidea. Pt. I-II (œuvre écrite), Inconnu, Copenhague, 1907, [lire en ligne].